# 中央军委战略规划办公室统计评估局
中央军委战略规划办公室统计评估局，位于北京市，是中央军委战略规划办公室下属局，负责统计评估工作。

## 沿革
在深化国防和军队改革中，2016年1月组建中央军委战略规划办公室。中央军委战略规划办公室新设中央军委战略规划办公室统计评估局。该局成立后，先后参加了第四次全国经济普查等活动。

## 历任局长
| 中央军委战略规划办公室统计评估局局长 - 陆海之（2016年—） | 中央军委战略规划办公室统计评估局副局长 - [[]]（2016年—） |